# Stina Ekblad
Stina Åsa Maria Ekblad (Solf, 26 febbraio 1954) è un'attrice finlandese di lingua svedese.

## Biografia
Vivendo a Stoccolma, è apparsa principalmente in produzioni svedesi. Ha ricevuto un Guldbagge Award come migliore attrice nel 1987 per le sue interpretazioni in Amorosa  e Ormens väg på hälleberget (The Serpent's Way) ed è stata nominata nuovamente nel 1996 per la sua interpretazione in Pensione Oskar.
Ekblad è nata nel villaggio ostrobotnico di Solf nel 1954. Il villaggio è oggi parte del comune di Korsholm.

## Filmografia parziale
- Fanny e Alexander (1982)
- Agnes Cecilia - En sällsam historia (1991)
- Pensione Oskar (1995)
- L'Infedele (2000)
- As White as in Snow (2001)
- Wallander (2005–2013) – Serie TV

## Doppiatrici Italiane
- Maria Pia Di Meo in Una soluzione razionale
- Fabrizia Castagnoli in Love is all you need
- Antonella Giannini in La figlia della sciamana II - Il dono del serpente
- Stefanella Marrama in Un giorno e mezzo

## Riconoscimenti
- Guldbagge
  - 1987 - Migliore attrice per Amorosa e Ormens väg på hälleberget
  - 1996 - Candidata a migliore attrice per Pensione Oskar
  - 2010 - Candidata a migliore attrice per Det enda rationella